# Všemily
Všemily (niem. Schemmel) – miejscowość w północnych Czechach w kraju ujskim okres Děčín.

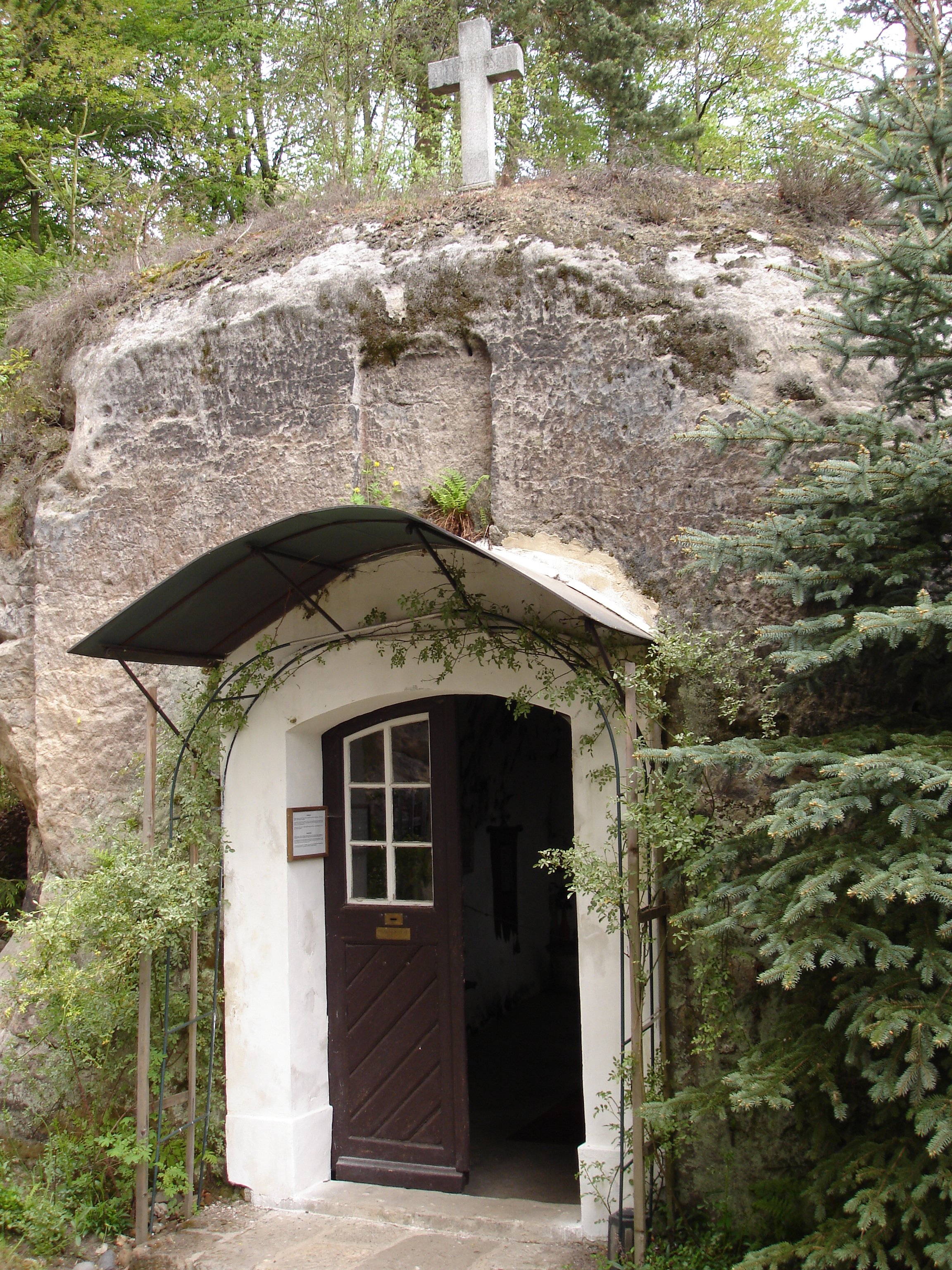
Skalna kaplica w Všemily

## Położenie
Všemily - śródgórska, miejscowość letniskowa, położona w północnych Czechach, w północno-wschodniej części obszaru chronionego krajobrazu Łabskie Piaskowce (czes. CHKO Labské pískovce), na wysokości 200–220 m n.p.m., około 2,5 km na południowy zachód od centrum miejscowości Jetřichovice, przy południowej granicy Parku Narodowego Czeska Szwajcaria (czes. NP České Švýcarsko).

## Opis
Stara śródgórska, letniskowa, miejscowość, położona w wąskiej dolinie nad górską rzeką Chřibská Kamenice. Administracyjnie wieś podlega pod Jetřihcovice stanowiąc jej część. Wieś została założona w 1831 roku w dolnym biegu rzeki. Jest to wiejska miejscowość charakteryzująca się rozrzuconą i luźną zabudową. Większość zabudowań stanowią zabytkowe budynki, położone wzdłuż drogi i rzeki. Większość budynków stanowi przykład dawnej architektury ludowej klasyczne okazy cembrowanych domów z dobudowaną dzwonnicą zachowały się w środkowej części wsi. Do ciekawych zabytków należy unikalna kaplica wykuta w skale nad wejściem której, widnieje data 1760. We wsi zachował się budynek szkoły z 1785 roku.

## Zabytki
- Skalna kaplica wykuta w skale z 1760 r.
- Architektura ludowa